# Prijsindex
Een prijsindex (meervoud: "prijsindices") is een index, en wel een genormaliseerd gemiddelde (meestal een gewogen  gemiddelde ) van prijzen voor een gegeven klasse van goederen of diensten in een gegeven regio, gedurende een gegeven tijdsinterval. Het is een statistiek die ontworpen is om te vergelijken hoe, als geheel genomen, deze prijzen tussen tijdsperiodes of geografische locaties kunnen verschillen.
Prijsindices hebben verschillende mogelijke toepassingen. Voor bijzonder brede indices kan men zeggen dat de index het prijsniveau van een economie of de kosten van levensonderhoud meet. Nauwere prijsindices kunnen producenten helpen bij het opstellen van hun businessplannen of de prijsstelling van hun producten. Soms kunnen ze ook een nuttige rol spelen bij investeringsbeslissingen.
Enkele bekende prijsindices zijn:
- Consumentenprijsindex
- Producentenprijsindex
- Bnp-deflator
- HICP ( geharmoniseerde consumptieprijsindex )